# Harald Herlin
Bror Harald Herlin, född 30 augusti 1874 i Helsingfors, död där 25 juli 1941, var en finländsk industriman. Han var far till Heikki H. Herlin.
Herlin blev diplomingenjör 1898. Han grundade två företag i huvudstaden, Ab Vesijohtoliike Oy (1904) och Helsingfors Skeppsvarv Ab (1915), och var deras verkställande direktör till 1920 resp. 1928. Han omorganiserade som verkställande direktör 1924–1928 Oy Gottfr. Strömberg Ab på uppdrag av bankintressen och förvärvade 1924 aktiemajoriteten i Strömbergs dotterbolag Kone Oy samt var dess styrelseordförande fram till sin död.